# サングイネット
サングイネット（伊: Sanguinetto）は、イタリア共和国ヴェネト州ヴェローナ県にある、人口約4,100人の基礎自治体（コムーネ）。

## 地理

### 位置・広がり

#### 隣接コムーネ
隣接するコムーネは以下の通り。
- カザレオーネ
- チェレーア
- コンカマリーゼ
- ガッツォ・ヴェロネーゼ
- ノガーラ
- サリッツォーレ

### 気候分類・地震分類
気候分類では、zona E, 2328 GGに分類される。
また、イタリアの地震リスク階級 (it) では、zona 3 (sismicità bassa) に分類される。